# سالفاتوري ليما
سالفاتوري ليما (بالإيطالية: Salvatore Lima)‏ هو سياسي إيطالي، ولد في 23 يناير 1928 بباليرمو في إيطاليا، وتوفي في 12 مارس 1992 في نفس البلد. حزبياً، نشط في الحزب الديمقراطي المسيحي الإيطالي.

## مناصب
- في انتخابات البرلمان الأوروبي 1989، انتخب عضو في البرلمان الأوروبي عن دائرة إيطاليا لترشحه ضمن  قائمة الحزب الديمقراطي المسيحي الإيطالي، وقد انضم خلال فترته النيابية (17 يوليو 1979 – 23 يوليو 1984)  للكتلة البرلمانية الكتلة البرلمانية لحزب الشعب الأوروبي.
- في انتخابات البرلمان الأوروبي 1984، انتخب عضو في البرلمان الأوروبي عن دائرة إيطاليا لترشحه ضمن  قائمة الحزب الديمقراطي المسيحي الإيطالي، وقد انضم خلال فترته النيابية (24 يوليو 1984 – 24 يوليو 1989)  للكتلة البرلمانية الكتلة البرلمانية لحزب الشعب الأوروبي.
- في انتخابات البرلمان الأوروبي 1989، انتخب عضو في البرلمان الأوروبي عن دائرة إيطاليا لترشحه ضمن  قائمة الحزب الديمقراطي المسيحي الإيطالي، وقد انضم خلال فترته النيابية (25 يوليو 1989 – 12 مارس 1992)  للكتلة البرلمانية الكتلة البرلمانية لحزب الشعب الأوروبي.
- انتخب عمدة.
- انتخب عضو مجلس النواب في الجمهورية الإيطالية.
- انتخب عضو في البرلمان الأوروبي (1979 – 1992).